# 槲叶雪兔子
槲叶雪兔子（学名：Saussurea quercifolia）为菊科风毛菊属的植物，是中国的特有植物。分布在中国大陆的四川、青海、云南等地，生长于海拔3,300米至4,800米的地区，多生长在流石滩、高山灌丛草地以及岩坡，目前尚未由人工引种栽培。